# Baldwin Spencer
Winston Baldwin Spencer (n. 8 d'octubre de 1948 a Antigua i Barbuda) és un polític d'Antigua i Barbuda, que va ser primer ministre del seu país entre 2004 i 2014. Va ser durant 25 anys un important capdavanter sindical. Va ser triat al parlament per primer cop el 1989 representant el poble de St. Johns Rural West Constituency.